# خنداکر مشتاق احمد
خنداکر مشتاق احمد (انگلیسی: Khondaker Mostaq Ahmad؛ زادهٔ ۱۹۱۸ – درگذشته ۵ مارس ۱۹۹۶) یک سیاست‌مدار اهل بنگلادش بود. وی از ۱۵ اوت ۱۹۷۵ تا ۶ نوامبر ۱۹۷۵ رئیس‌جمهور این کشور بود.